# Oswald Baker
Oswald Baker (* 1. Mai 1915 in Clowne, Derbyshire; † 2. Juli 2004 in Downham Market, Norfolk) war ein römisch-katholischer Priester und eine führende Gestalt des katholischen Sedisvakantismus in England.

## Leben
Oswald Baker besuchte als Schüler das von Jesuiten geführte Campion House, Isleworth, Middlesex (England). Ein Theologiestudium in Frankreich musste er 1938 wegen zu forscher Kritik am Friedensvertrag von Versailles abbrechen. Jesuiten und Dominikaner lehnten sein Ersuchen um Aufnahme in ihren Orden ab. Nach Abschluss seiner Ausbildung am Priesterseminar des Erzbistums Birmingham empfing Baker 1942 die Priesterweihe. Nach einigen Jahren als Kaplan wurde er 1949 zum Pfarrer an St Dominic’s in Downham Market (Norfolk) ernannt.
Seine Weigerung, die Heilige Messe nach dem Missale Romanum Papst Pauls VI. zu feiern, erregte 1975 öffentliches Aufsehen. Zwar wurde gewöhnlich betagten Priestern die Weiterbenutzung der liturgischen Bücher aus der Zeit vor dem Zweiten Vatikanischen Konzil gestattet, doch wandten sich die kirchlichen Behörden in diesem Fall dagegen, weil hier die katholische Bevölkerung einer ländlichen Gegend keine Möglichkeit hatte, den Gottesdienst in der ordentlichen Form des römischen Ritus zu feiern. Nachdem Baker bei seiner Weigerung geblieben war, wurde er seiner Pflichten als Pfarrer entbunden, behielt jedoch Wohnrecht im Pastorat. Mit Hilfe wohlhabender Gönner erwarb er in der Stadt ein Haus und richtete darin für seine Gottesdienste die „Kapelle St. Pius V.“ ein.
Baker begrüßte das Tätigwerden der Priesterbruderschaft St. Pius X. in England, überwarf sich mit dieser jedoch, indem er die Päpste Paul VI. und Johannes Paul II. der Häresie beschuldigte und deswegen ihres Amtes verlustig erklärte. Mit den Jahren ging die Zahl der Teilnehmer an seinen Gottesdiensten auf etwa 20 zurück. Zu ihnen gesellte sich bei Englandaufenthalten häufiger Mel Gibson, der Sohn des amerikanischen Sedisvakantisten Hutton Gibson (* 1918).